# 9041 Takane
9041 Takane este un asteroid din centura principală de asteroizi.

## Descriere
9041 Takane este un asteroid din centura principală de asteroizi. A fost descoperit pe 9 februarie 1991 la Kiyosato de Satoru Ōtomo și Osamu Muramatsu. Asteroidul prezintă o orbită caracterizată de o semiaxă mare de 2,20 ua, o excentricitate de 0,07 și o înclinație de 2,8° în raport cu ecliptica.